# Worotan (Sjunik)

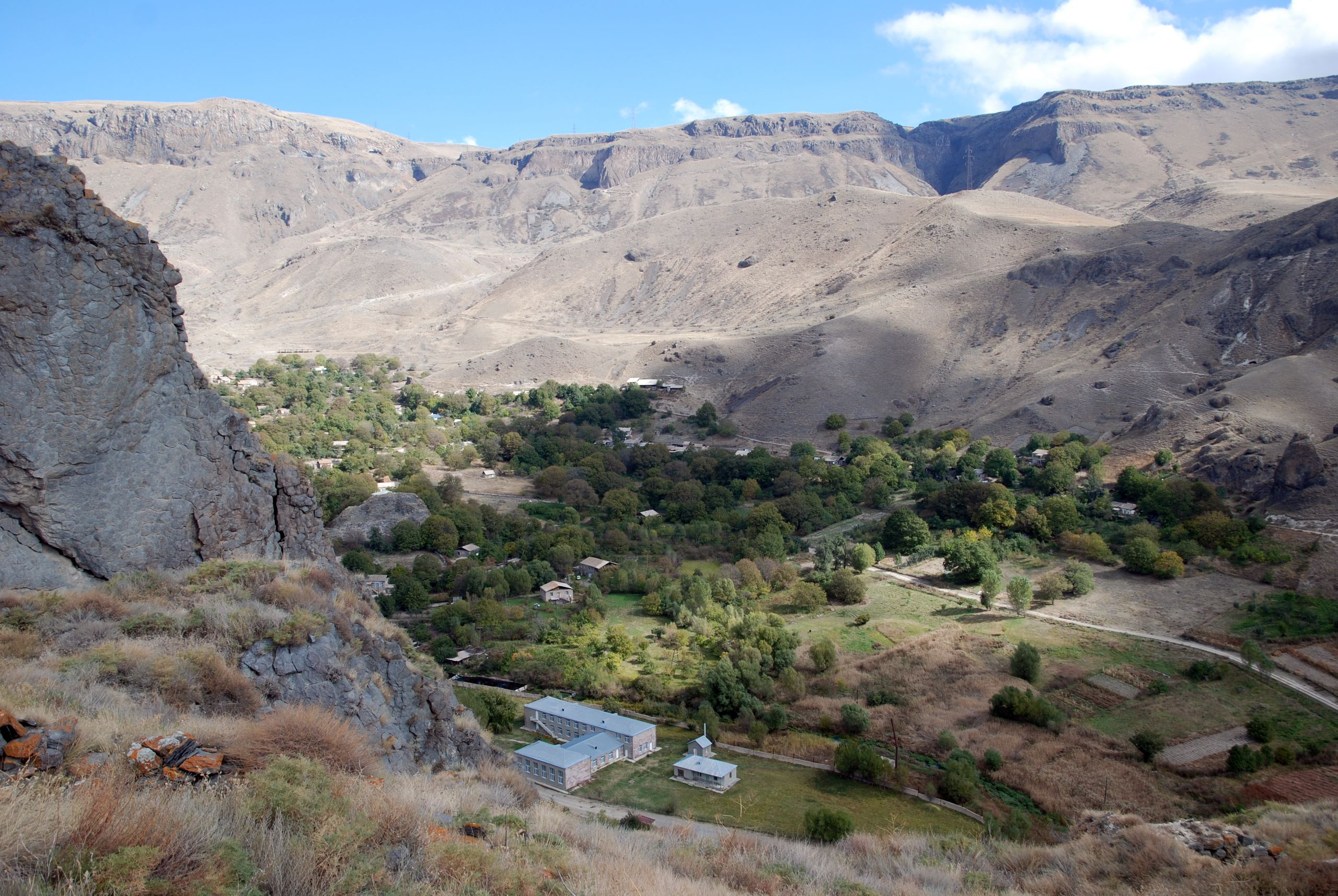
Worotan vom Festungshügel. Das große Gebäude ist die Schule.

Worotan (armenisch Որոտան), andere Umschrift Vorotan, bis 1968 Urud, ist ein Dorf und eine Landgemeinde (hamaynkner) in der südarmenischen Provinz Sjunik nahe Sissian. Bis zu seiner Zerstörung in den 1980er Jahren gab es im Ort einen mittelalterlichen muslimischen Friedhof. Die Grabsteine besaßen wegen ihrer auf vorislamische Zeit zurückgehenden figürlichen Reliefs Bedeutung.

## Lage
Worotan liegt auf 1433 Metern Höhe im Tal des gleichnamigen Flusses etwa 14 Kilometer südöstlich der Provinzhauptstadt Sissian. Die hohen, nur mit Gras bewachsenen Hügel der Umgebung sind durch Seitentäler zerklüftet. Sie dienen als Weideland. An den Hängen treten schroffe Basaltfelsen hervor, die an manchen Stellen durch Basaltsäulen geformte senkrechte Abbruchkanten bilden.
Der Worotan fließt von Sissian in südöstlicher Richtung in einem tiefen Tal, das sich beim Kloster Vorotnavank, zwei Kilometer vor dem Dorf Worotan, zu einer Schlucht mit steilen Felswänden verengt. Südlich des Klosters wird das Tal breiter und bietet Platz für kleinparzellierte Gemüsefelder am Ufer. Kurz bevor die Straße etwa einen Kilometer nach Vorotnavank eine Brücke über den Fluss erreicht, zweigt nach Osten ein Fahrweg ab, der am linken Ufer einen knappen Kilometer bis zum Dorf weiterführt. Die Hauptstraße verläuft parallel auf der rechten Flussseite und umgeht den Hügel von Vorotnaberd, der Festung des Militärführers David Bek († 1728), an seiner Westflanke. Von Süden ist der auf der Ostseite des Festungshügels verborgene Ort auf einem anderen Fahrweg zu erreichen, der an einer inschriftlich 1855 erbauten Brücke den Fluss überquert.

## Ortsbild

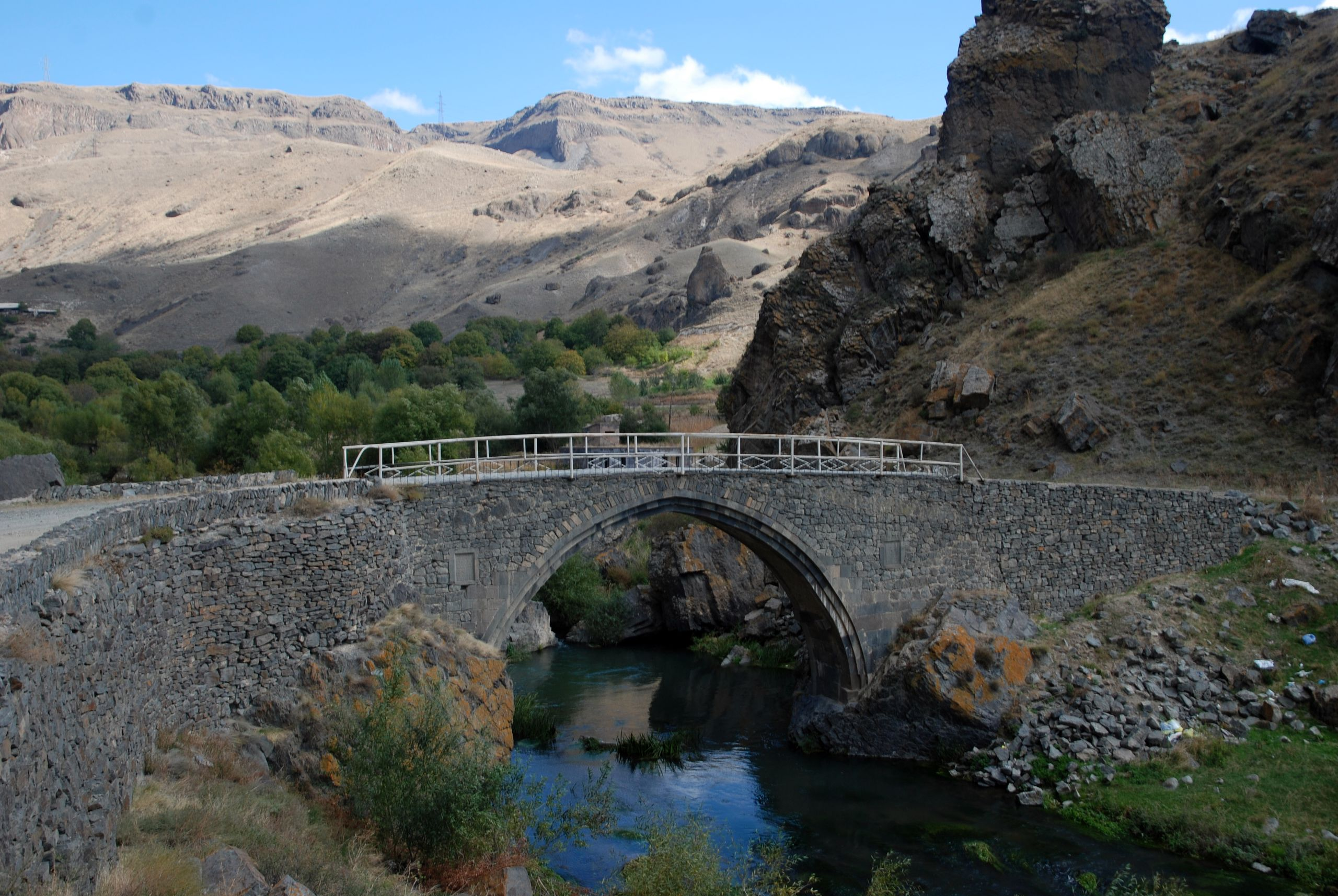
Brücke von 1855

Bei der Volkszählung des Jahres 2001 wurde die offizielle Einwohnerzahl mit 283 angegeben. Im Januar 2009 lebten nach der amtlichen Statistik in Worotan 302 Einwohner.
Die überwiegend eingeschossigen kleinen Bauernhäuser, einige zweigeschossige längere Häuser mit Holzfassaden und Viehställe liegen verstreut in der Talebene zwischen Bäumen am östlichen Flussufer. Hier lebten ausschließlich Aseris, bis sie ab 1988 und schließlich durch den Krieg um die Region Bergkarabach Anfang der 1990er Jahre vertrieben wurden und Platz für Armenier machten, die als Flüchtlinge aus Aserbaidschan kamen. Rinder- und Schafzucht bilden nach wie vor neben dem bescheidenen Feldbau die Erwerbsgrundlage aus der Landwirtschaft.
Aus der sowjetischen Zeit ist die halbfertige Ruine eines Heilbades übriggeblieben, das wegen Geldmangels nicht vollendet werden konnte. Es gibt dort einen Pool mit warmem Wasser unterhalb des Festungshügels und 100 Meter nördlich der Brücke. Bekannter sind jedoch die Thermalwasserquellen von Shamb mit einem Badeteich einige Kilometer südlich.
Das einzige große solide Gebäude in Worotan ist die Schule. Die Brücke aus grob behauenen Basaltsteinen, die den Fluss mit einem Spitzbogen überspannt, wurde von Melik Tangi, einem Adligen aus dem westlich von Sissian gelegenen Ort Brnakot in Auftrag gegeben.

## Muslimischer Friedhof
Urud war der frühere aserbaidschanische Ortsname in der historischen Region Sangesur. Der mittelalterliche muslimische Friedhof Uruds ist von kulturhistorischer Bedeutung, da er bis zu seiner Zerstörung Grabsteine mit außergewöhnlich vielen figürlichen Reliefs enthielt. Ein Grabstein mit der äußeren Form eines Widders ist auf einer Seite mit einer lebhaften Szene aus Reitern und schreitenden Menschen gestaltet. Der russische Kunsthistoriker V. Sysoyev berichtete 1927 über einen großen Friedhof in Urud mit Grabsteinen, von denen viele Schafe darstellten und die von der örtlichen Bevölkerung verehrt wurden. Die meisten Grabsteine, die außerdem Jagdszenen, Alltagsleben und mythische Figuren zeigen, stammen aus dem 15. bis 17. Jahrhundert. Ein 1503/1504 datierter Grabstein eines an der Pest gestorbenen Teppichwebers zeigt einen Webstuhl und eine Frau beim Kämmen von Wolle.
Zoomorphe Grabsteine, die Schafe und Pferde abbilden und annähernd Lebensgröße erreichen können, sind in der südlichen Kaukasusregion, in der östlichen Türkei und bis in die iranische Provinz Aserbaidschan verbreitet. Sie sind ein Zeichen für den kulturellen Einfluss der aus Nordasien eingewanderten Turkvölker. Auch nach der im 8. Jahrhundert begonnenen Islamisierung der Region blieben im Volksglauben vieler Muslime wie auch armenischer Christen nordasiatische Glaubensvorstellungen erhalten. Beim jesidischen Dorf Alagyaz im Norden des Landes stehen Grabsteine mit Pferden und Schafen auf freiem Feld.
Arabische Inschriften an den Grabsteinen verweisen auf bestimmte Geistwesen (ongun, onqon), die in der Mythologie des nordasiatischen Schamanismus vorkommen. Die turkischen Einwanderer im Gebiet des heutigen Armeniens und Aserbaidschans haben folglich bereits in vorislamischer Zeit ihre Kultur verbreitet. Vorislamische Verehrungsmotive sind auch der Raubvogel, der ein Opferlamm in den Krallen hält, ein einzelner Mann mit erhobenen Armen und Sonnensymbole. Das Wort „Agvan“ kommt mehrfach als Name eines Stammes oder Clans (Albania) vor.
1961 wurden die Grabsteine noch vorgefunden, ab den 1970er Jahren verschwanden sie allmählich. Einige Grabsteine, bei denen die muslimischen Inschriften abgekratzt und durch christliche Kreuzzeichen ersetzt waren, tauchten an öffentlichen Plätzen in der Provinzhauptstadt Sissian auf.

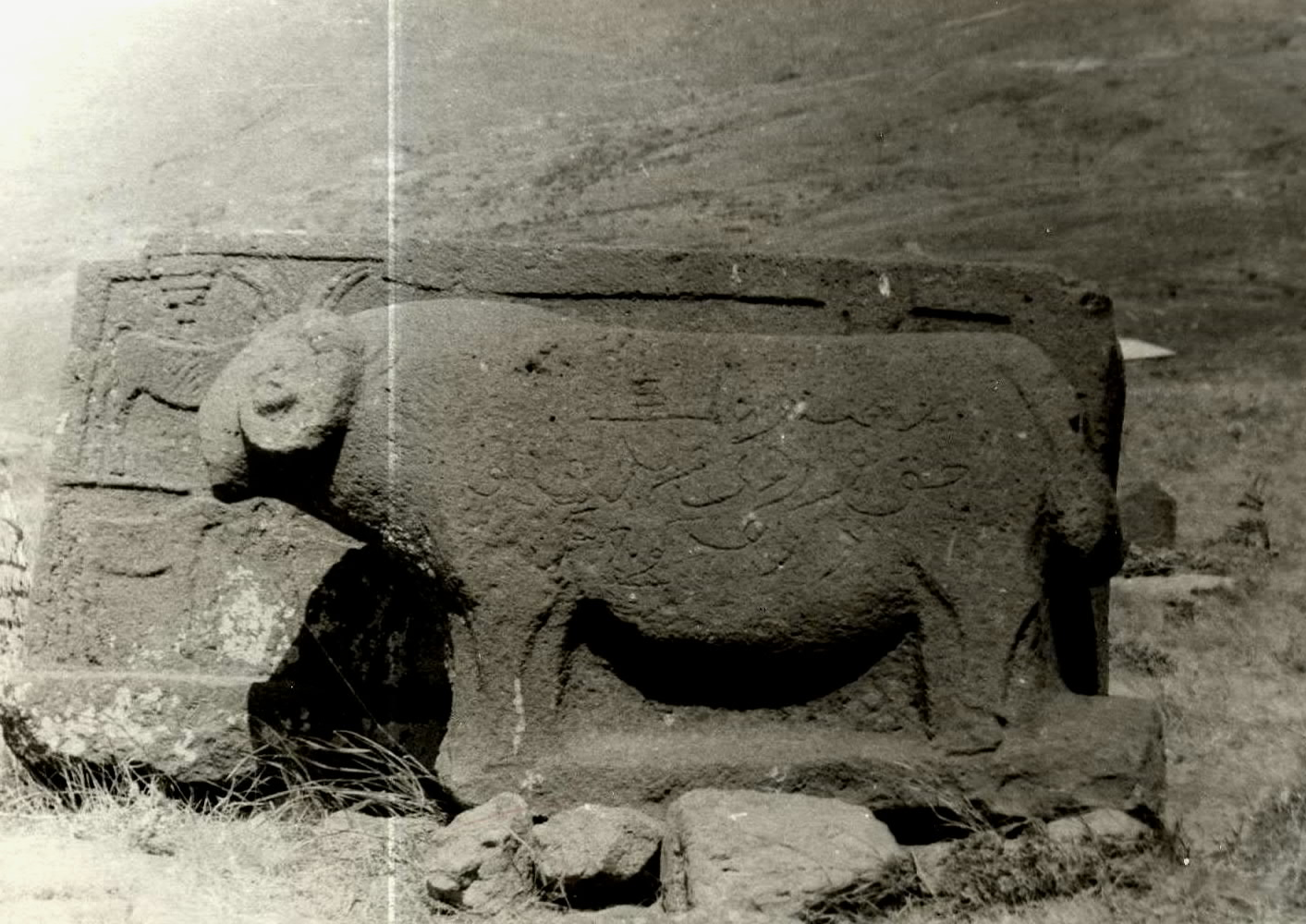
Grabstein mit dem Relief eines Widders auf dem ehemaligen muslimischen Friedhof, 1920er Jahre.